# Spring (seizoen 5)
Het vijfde seizoen van de Vlaamse jongerensoap Spring werd uitgezonden in 2007.
Vorig seizoen: seizoen 4
Vervolg: seizoen 6

## Seizoen 5

#### Rolverdeling
- Tania Kloek - Pia Bertels-Deroover
- Jelle Cleymans - Evert Van Bellum
- Daphne Wellens - Leen Avondts
- Daphne Paelinck - Nele Nuydens
- Damian Corlazzoli - Xavier Lejeune
- Timo Descamps - Jo De Klein
- Véronique Leysen - Roxanne Boisier
- Kobe Van Herreweghe - David Vercauteren
- Jenna Vanlommel - Tina "Tien" Smolders
- Tatyana Beloy - Karima
- Hein Blondeel - Niek Vandenbulcke
- Fleur Brusselmans - Emma Naessens
- Pieter Van Keymeulen - Steven Geubens
- Herman Boets - Roger Van Asten
- Annemarie Picard - Arlette Grauwels
- Vera Mann - Liesbeth De Roover
- Leen Dendievel - Stefanie Avondts

Gasten: Anneleen Liégeois (Katrijn), Gene Thomas, Geena Lisa, Belle Pérez, Brahim, Nigel Chantrain (Jorre)

#### Inhoud
- David wil Katrijn te huwelijk vragen maar ze wijst hem af. Katrijn gaat in de Verenigde Staten studeren waardoor er van het oorspronkelijke danstrio niemand meer over is. Roxanne, volgens Katrijn een "egoïstisch kreng", denkt nu kans te maken op de vrijgekomen opdracht voor Dans Mondial. Ze krijgt echter geen toestemming omdat ze dansles geeft voor Power.com. Dit internetbedrijf van Stefanie (min of meer de nieuwe Marie-France) is ook de sponsor van Everts zender Radio Spring. Evert ontvangt sms-jes van een trouwe luisteraar en wil met haar afspreken. Karima maakt het uit en Evert wordt zwaar teleurgesteld als hij Rita in levenden lijve ziet.
- Verder doen er twee nieuwe danseressen hun intrede; Pia's nichtje Leen en Nele die eerst doet alsof ze rijke ouders heeft. Ook krijgt Spring er een mannelijke danser bij; Steven. Xavier denkt dat Steven homo is en wil niks met hem te maken hebben, maar als hij wordt meegenomen voor een vliegtocht moet hij zijn mening herzien. Naast een verdienstelijk piloot is Steven ook een anti-bontactivist.
- Tien heeft een relatie met Niek, dezelfde jongen die haar het ziekenhuis inreed doordat ze niet uitkeek bij het oversteken. Omdat Tien zich niet aan haar belofte heeft gehouden om van de computerspelletjes af te blijven moet ze d'r haar groen verven.
- Roger staat oog in oog met zijn dochter uit een vorige relatie; Emma lijkt sprekend op Katrijn en is een oude bekende van Karima.
- Roger schenkt skateboards aan straatjongeren en wil deze financieren door wafels te bakken. Als hij in het ziekenhuis wordt opgenomen met een hartaanval neemt Spring de klus over. De actie is een succes, maar niet dankzij Roxanne die een van de kopers afschrikt door te zeggen dat de wafels vettig zijn en diarree veroorzaken. Als Roger en Arlette elkaar opnieuw hun ja-woord geven komt Katrijn even overgevlogen. Spring zorgt voor de muzikale noot en Xavier heeft ook een verrassing in petto; een doos met muizen.
- 'Radio Spring' organiseert een zangwedstrijd maar Evert maakt zich schuldig aan competitievervalsing door zelf mee te doen. Hij wil zelf die wedstrijd winnen en kraakt de andere deelnemers af; vooral de geheimzinnige countryzanger (een vermomming van Jo) moet het ontgelden. Uiteindelijk strijden Evert en Jo om de eerste plek maar dankzij de blinde technicus Stijn kiezen de luisteraars massaal voor Emma.
- Pia vraagt de meiden om in opdracht van de Society Club als clowns te dansen, maar niemand voelt daar wat voor, maar als blijkt dat Pia een andere baan kan krijgen besluiten ze om haar op andere gedachten te brengen en alsnog die opdracht te doen. De clowns-act is een succes en Pia is helemaal niet van plan om te vertrekken; die brief is van een oud-leerlinge.
- Xavier is stapelverliefd op de Franse danseres Celine. Probleem is echter dat hij de taal niet spreekt. Met behulp van een oormicrofoon spreekt David hem de juiste zinnen toe. Alles gaat goed totdat Evert er zich mee bemoeit en een grap uithaalt. Xavier probeert het weer goed te maken en schrijft met behulp van een Nederlands-Frans woordenboek een brief. Celine zit inmiddels weer in Parijs, maar toch krijgt Xavier een positief antwoord.
- Roxanne doet auditie voor een online-reclamespot van Power.coms nieuwe sponsor en geeft de andere meiden het nakijken. Het lachen vergaat haar als blijkt dat ze heeft getekend om hondenvoer aan te prijzen. "Crackers van Waffie Waf; zo heerlijk dat het baasje ze zelf wil opeten" zegt ze met een neplach.
- Karima wordt gepest door racisten en wil naar het buitenland vluchten; ze zit echter niet te wachten op acties van Spring (een mars tegen onverdraagzaamheid en een inbelmarathon). Maar uiteindelijk weet Roger haar zover te krijgen om niet weg te gaan. Brahim neemt met de Springers een anti-racismelied op.

### Overeenkomsten met TopStars
Een aantal scènes zijn overgenomen uit het tweede seizoen van de Nederlandse remake TopStars
- Xavier boort een kijkgaatje in het douchehok en probeert een nieuwe danseres te imponeren met een gestolen auto die hij total loss rijdt.
- Jo is gezakt en mag van zijn ouders geen muziek meer maken totdat hij is geslaagd. Hij koopt zijn herexamen en wordt daarmee gechanteerd.
- Niek en Tien worden belaagd door autodieven.

In het origineel moet drummer en barman Ruben (Xavier) zelf voor de kosten opdraaien en koopt zanger-bassist Daan (Pieter) zijn examen van dezelfde jongens die bij de autodiefstal betrokken zijn.